# Zündunterbrecher

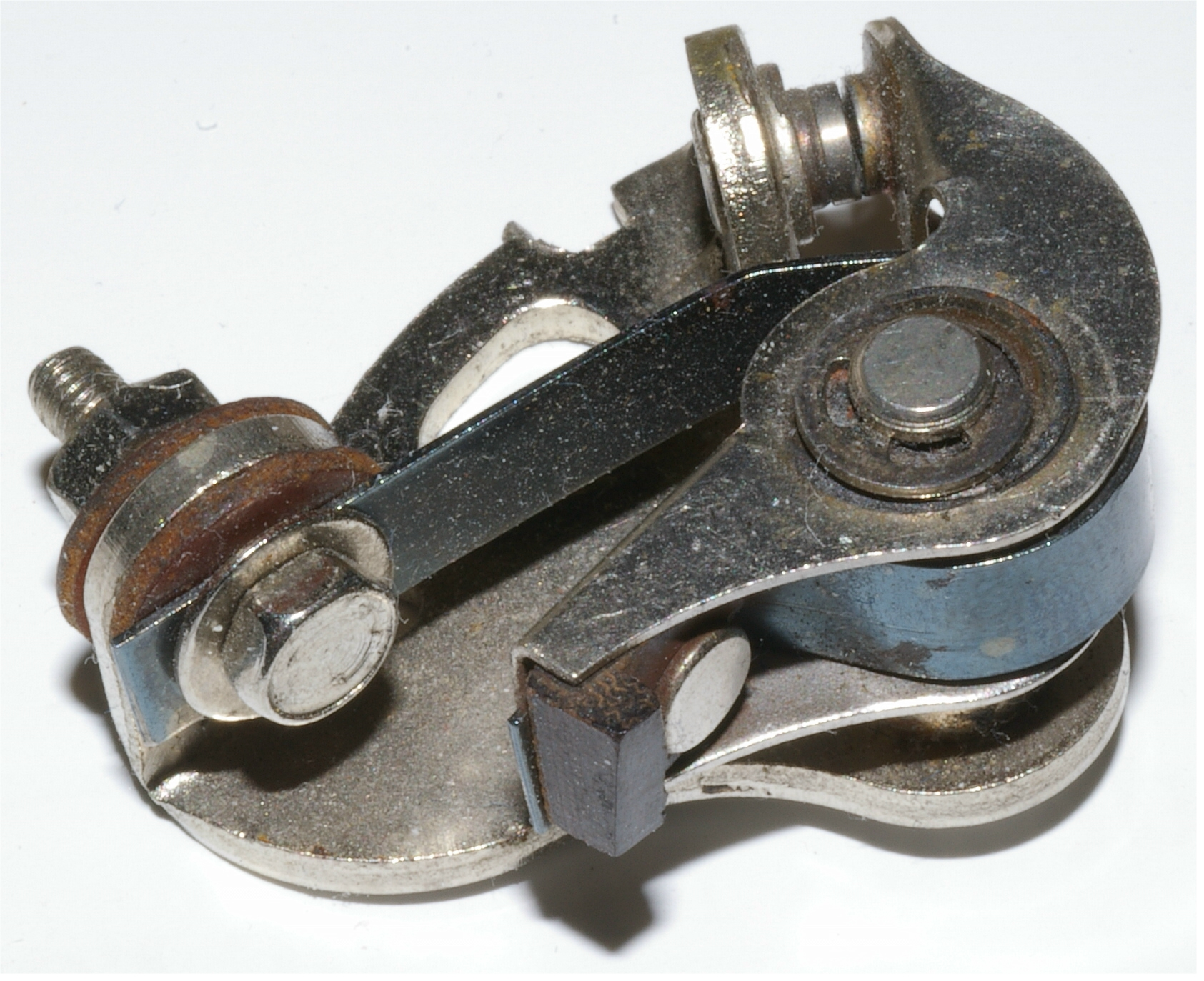
Zündkontakt eines älteren Honda-Motorrads
(CB 750 Four F2)

Der Zündunterbrecher (auch Zündkontakt oder Unterbrecherkontakt (UK) genannt) dient in Ottomotoren dazu, im Zündzeitpunkt einen Zündfunken zu erzeugen.

## Funktion
Die Wicklung einer Zündspule wird stromdurchflossen. Da die Spannung direkt von der Bordbatterie kommt und somit recht gering ist, wird die Primärwicklung auch Niederspannungswicklung genannt. Wird der Stromfluss plötzlich unterbrochen, so ändert sich das Magnetfeld; in der Sekundärwicklung wird dadurch entsprechend der Lenzschen Regel ein Spannungsimpuls induziert (siehe Induktion). Das Verhältnis der beiden Wicklungen ist so ausgeführt, dass an der Sekundärwicklung eine Spannung von 10.000 bis 25.000 Volt induziert wird; daher wird die Sekundärwicklung auch Hochspannungswicklung genannt. Diese Spannung wird auf eine Zündkerze im Zylinder übertragen. An der Zündkerze entsteht ein Funken. Zur Dämpfung der durch die induzierte Spannung von mehreren hundert Volt am Unterbrecherkontakt auftretende Funkenbildung ist parallel zum Zündkontakt der Zündkondensator angeschlossen.
Die Unterbrechung geschieht dadurch, dass der Unterbrecherhebel durch einen Nocken, der mit der Kurbelwelle in Verbindung steht, mechanisch betätigt wird. Im einfachsten Falle handelt es sich bei dem Nocken direkt um die Kurbelwelle, die eine asymmetrische Verdickung aufweist, an der der Unterbrecherhebel schleift und dadurch betätigt wird. Bei Motoren mit Magnetzündung wird der Unterbrecher von einem Nocken im Polrad betätigt. Häufig erfolgt die Betätigung über eine Verteilerwelle.
Der Kontakt ist einer hohen Belastung ausgesetzt: Er muss Ströme von bis zu 5 Ampere schalten; dabei liegen an ihm Spannungen von bis zu 500 V an. Bei einer Drehzahl von 6000 min−1 eines Vierzylindermotors schaltet der Kontakt in der Minute 12.000 mal (entspricht einer Frequenz von 200 Hz).

## Aufbau
Bei Mehrzylindermotoren sitzt der Unterbrecherkontakt in aller Regel im „Untergeschoss“ des Zündverteilers, der die von der Zündspule erzeugte Zündspannung über den rotierenden Verteilerläufer („Verteilerfinger“) auf die Zündkerzen verteilt.
Der Zündunterbrecher besteht aus folgenden Bauteilen:
1. Grundplatte mit Achse
2. Festkontakt (Amboss) auf der Grundplatte
3. Auf der Achse sitzt der Unterbrecherhebel (Hammer) mit einem Gleitstück aus Polyamid, Hartpapier, oder einem anderen isolierendem Material. Über das Gleitstück betätigen die Nocken der Verteilerwelle den Unterbrecherhebel.
4. Losekontakt mit Anschlussleitung auf dem Unterbrecherhebel

## Einstellung
Der Kontaktabstand wird durch Verschieben (Drehen) der Grundplatte im Zündverteiler auf einen vorgegebenen Wert (siehe Handbuch eines jeweiligen Motors) eingestellt; bei vielen Vierzylinder-Fahrzeugen ist ein Wert von etwa 0,35 bis 0,4 mm korrekt. Im Neuzustand kann der Kontaktabstand mit einer Fühlerlehre gemessen werden; bei bereits gelaufenen Kontakten sollte ein Schließwinkeltester verwendet werden. Anschließend muss durch Verdrehen des Zündverteilers der Zündzeitpunkt eingestellt werden: dieser liegt bei einer bestimmten Winkelstellung der Kurbelwelle, die vom Motorenhersteller festgelegt ist (etwa: 5 Grad vor Oberem Totpunkt (OT) des ersten Zylinders). Bei dieser Winkelstellung öffnet der Kontakt und löst so die Zündung aus.
Bei einfachen Motoren etwa für Rasenmäher oder Kleinkrafträder unterliegt der Zündzeitpunkt keiner dynamischen Steuerung. Bei anspruchsvolleren Motoren verstellt sich die Zündungseinstellung mit steigender Motordrehzahl und steigender Motorlast in Richtung Frühzündung. Der Voreilwinkel muss sich entsprechend vergrößern: von etwa 4 bis 7 Grad vor OT bis hin zu 40 und mehr vor OT. Diese Verstellung wird durch Verdrehen der federbelasteten Grundplatte des Zündverteilers über eine Unterdruckverstellung erreicht bzw. mit einem Fliehkraftversteller auf der Antriebswelle des Verteilers. Die Unterdruckverstellung mittels einer Unterdruckdose, die mit dem Ansaugtrakt verbunden ist, verstellt den Zündzeitpunkt in Abhängigkeit von der Motorleistung bzw. -belastung, während der Fliehkraftversteller drehzahlabhängig arbeitet. Meist sind beide Verstellarten gemeinsam anzutreffen.
Die Funktion dieser Fliehkraft- und Unterdruckverstellungen kann an einem laufenden Motor mit einem Stroboskop überprüft werden, das kapazitiv oder induktiv über das Zündkabel des ersten Zylinders ausgelöst wird. Für die Überprüfung des Zündwinkels bei stehendem Motor (statisch) kann auch eine am Unterbrecherkontakt angeschlossene Prüflampe verwendet werden. Dies ist bei Motoren mit Magnetzündung nicht ohne weiteres möglich, weil bei stehendem Motor trotz eingeschalteter Zündung keine Spannung anliegt. Wenn kein Stroboskop zur Verfügung steht, kann hierbei das Abheben des Unterbrechers behelfsmäßig durch ein Stück zwischen den Kontakt geschobene Alufolie von etwa 0,03 mm Dicke oder Zigarettenpapier bestimmt werden, das sich im Zündzeitpunkt gerade so herausziehen lassen muss.

## Wartung und Verschleiß
Sowohl der Unterbrecherkontakt (Lose- und Festkontakt) als auch das auf dem Nocken der Verteilerwelle laufende Gleitstück verschleißen. Die Verschleißfolgen sind gegenläufig: Dadurch kann der Abrieb am Gleitstück den Abbrand am Kontakt kompensieren. Der Kontakt öffnet jedoch zunehmend zu spät (das Gleitstück befindet sich nun zum Zündzeitpunkt auf dem höheren, runderen Teil des Nockens) und erfährt nun aufgrund des steileren Spannungsanstieges auch bei intaktem Zündkondensator einen höheren Kontaktabbrand.
Beim Öffnen des Unterbrecherkontakts entsteht ein unerwünschter Abrissfunke. Ursache dafür ist, dass das Absinken des Primärstroms beim Öffnen des Unterbrecherkontakts zu einer Selbstinduktionsspannung in der Primärwicklung der Zündspule führt, die das Bestreben hat, den zuvor in der Primärwicklung vorhandenen Strom aufrechtzuhalten. Eigentlich soll der Zündkondensator diesen Lichtbogen unterdrücken, was ihm jedoch auch in technisch einwandfreiem Zustand nicht gänzlich gelingt. Der Lichtbogen am Unterbrecherkontakt geht mit einer geringfügigen Materialwanderung einher, sodass sich auf Dauer ein Krater am einen und ein Berg am anderen Kontakt bildet. Zusätzlich tritt ein Abbrennen und Oxydieren der Kontakte ein. Unabhängig von der Funkenbildung unterliegen die Kontakte auch einem mechanischen Verschleiß. Sie bestehen aus Wolfram oder Platin-Iridium-Verbindungen, um den Verschleiß so gering wie möglich zu halten.
Erhöhter Kontaktabbrand und „Kontaktfeuer“, also starke Funkenbildung am Unterbrecherkontakt, sollten sofort geprüft werden und werden meist durch einen fehlerhaften Zündkondensator verursacht. Seltener ist auch eine fehlerhafte Zündspule möglich. Anhand der Materialwanderung bei Kontaktabbrand lässt sich die Ursache der Störung deuten: Eine Erhöhung auf der Masseseite weist auf den Zündkondensator als Fehlerquelle hin, während eine Erhöhung auf der Kontaktseite auf die Zündspule als Fehlerquelle hindeutet. Für unebene Kontakte gab es spezielle Kontaktfeilen, um diese zu begradigen. Im Allgemeinen ist von solchen Reparaturen aber eher abzuraten, da ein ungleichmäßiges Feilen dazu führen kann, dass sich in geschlossenem Zustand der Primärstrom in der Zündspule nicht richtig aufbauen kann. Üblicherweise musste der Zustand der Kontaktflächen etwa alle 4000–5000 km überprüft werden, ebenso wie die Einstellung des Unterbrechers und der Zündung. Wichtig ist dabei zu beachten, dass eine Korrektur des Kontaktabstands immer auch zu einer Änderung des Zündzeitpunkts führt, der erneut geprüft und ggf. nachjustiert werden muss. Die teilweise verbreitete Annahme, ein korrekter Kontaktabstand habe automatisch einen korrekten Zündzeitpunkt zufolge, ist nicht zutreffend.
Eine weitere Wartungsarbeit ist das Ölen des Schmierfilzes für den Unterbrechernocken, was dazu dient, den Verschleiß des Unterbrecherhebels bzw. des Gleitstücks gering zu halten: Der Schmierfilz darf nur schwach die Nockenerhebung berühren und mit nur wenig Öl getränkt werden. Diese Arbeit ist unabhängig von der Fahrleistung einmal jährlich auszuführen. Zu verwenden ist dafür ein Unterbrecher-Spezialöl, das anders als etwa Getriebeöl nicht zum Abschleudern und verölen der Unterbrecherkontakte neigt.
Verschleiß tritt schließlich auch noch am Lager des Unterbrecherhebels auf. Als Folge davon neigen die Kontakte vor dem Abheben dazu, aufeinander zu reiben, was den Abrissfunken vergrößert und zu unkontrollierbaren Schwankungen des Zündzeitpunkts führen kann.

## Geschichte

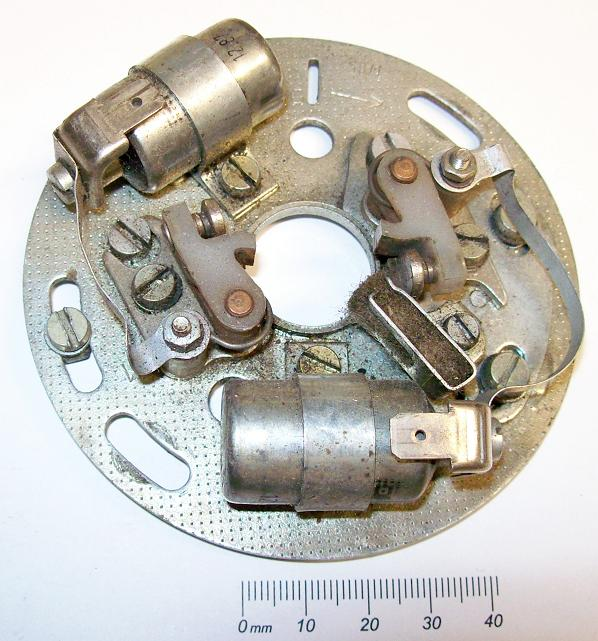
Unterbrecherplatte eines PKW Trabant mit zwei Unterbrecherkontakten mit je einem Kondensator und Schmierfilz

Kontaktgesteuerte Zündanlagen waren lange Zeit der Standard bei Ottomotoren. Vorteilhaft war der einfache Aufbau, der eine Selbsthilfe-Reparatur bei geringen Ersatzteilkosten möglich machte. Allerdings war der Unterbrecher relativ störanfällig und zählte zu den häufigsten Ursachen für Defekte an der Zündanlage. Ein zweites Problem war der auftretende Verschleiß dieses mechanischen Bauteils und der damit verbundene Wartungsaufwand.
Mit fortschreitender Entwicklung der Mikroelektronik verbreiteten sich ab Ende der 1960er Jahre daher Zündsysteme, die ohne mechanische Unterbrechung des Zündstroms auskamen. Im Laufe der 1980er Jahre setzten sich Zündsysteme ohne Unterbrecher dann weitgehend durch. Zunächst gab es auch noch kontaktgesteuerte Transistorzündanlagen, die den Kontaktverschleiß bereits stark verringerten. Später verwendete man berührungslose Geber (Hallgeber) zur Steuerung. Eine andere damals aufkommende kontaktlose Möglichkeit war die Hochspannungskondensatorzündung. Heute wird die Ansteuerung der Zündspule(n) von einer kombinierten Motorelektronik für Einspritzung und Zündung (Steuergerät) übernommen, die von Sensoren Signale über den Drehwinkel der Kurbelwelle, über die anliegende Last und die Drehzahl erhält und den Zündfunken nach einem einprogrammierten Zündkennfeld verschleißfrei über Leistungshalbleiter auslöst.